# San Juan Ñumí
San Juan Ñumí är en kommun i Mexiko.   Den ligger i delstaten Oaxaca, i den sydöstra delen av landet, 270 km sydost om huvudstaden Mexico City.
Följande samhällen finns i San Juan Ñumí:
- Peña Colorada
- San Pedro Ñumí
- Santa Rosa
- San Antonio Nduasico
- San Pedro Yosoñama
- Río San Juan
- Buenavista
- Guadalupe Mirasol Ñumí
- Río Centro Ñumí
- Unión Hidalgo